# Varaždinska nogometna liga 1966./67.
Varaždinska nogometna liga (Varaždinsko-zagorska liga; Varaždinska liga – A razred ) za sezonu 1966./67. je predstavljala ligu četvrtog stupnja nogometnog prvenstva Jugoslavije. 
 Sudjelovalo je 14 klubova, a prvak je bio "Oroteks" iz Oroslavja.

## Ljestvica
| mj. | klub                          | ut. | pob. | ner. | por. | gol+ | gol- | bod |
| --- | ----------------------------- | --- | ---- | ---- | ---- | ---- | ---- | --- |
| 1.  | Oroteks Oroslavje             | 25  | 16   | 4    | 5    | 89   | 31   | 36  |
| 2.  | Zagorac Krapina               | 25  | 15   | 5    | 5    | 57   | 36   | 35  |
| 3.  | Jedinstvo Začretje            | 25  | 15   | 4    | 6    | 59   | 40   | 34  |
| 4.  | Zagorka Bedekovčina           | 25  | 11   | 5    | 9    | 66   | 58   | 27  |
| 5.  | Mladost (Biškupec – Varaždin) | 25  | 12   | 3    | 10   | 51   | 50   | 27  |
| 6.  | Mladost Marija Bistrica       | 25  | 11   | 3    | 11   | 60   | 51   | 25  |
| 7.  | Udarnik Kućan Gornji          | 25  | 10   | 3    | 12   | 57   | 49   | 23  |
| 8.  | Trnje Trnovec                 | 25  | 7    | 7    | 11   | 38   | 54   | 21  |
| 9.  | Ivančica Ivanec               | 25  | 9    | 2    | 14   | 52   | 52   | 20  |
| 10. | Podravina Ludbreg             | 25  | 8    | 2    | 15   | 52   | 61   | 18  |
| 11. | Sloboda Varaždin              | 25  | 8    | 2    | 15   | 42   | 62   | 18  |
| 12. | Zagorac Kneginec              | 25  | 7    | 3    | 15   | 33   | 72   | 17  |
| 13. | Crvena zvijezda Sračinec      | 25  | 6    | 1    | 18   | 48   | 95   | 13  |
|     | Varteks II Varaždin           | 20  | 4    | 4    | 12   | 29   | 29   |     |

- "Varteks II" odustao u proljetnom dijelu, brisani rezultati iz proljetnog dijela.
- Začretje – tadašnji naziv za Sveti Križ Začretje
- Biškupec – danas dio Varaždina

## Rezultatska križaljka
| kratica | klub                          | CRZ | IVA | JED | MLAB | MLAMB | ORO | POD | SLO | TRNJ | UDA | ZGAKN | ZGAKR | ZGKB | VAR |
| --- | ----------------------------- | --- | --- | --- | ---- | ----- | --- | --- | --- | ---- | --- | ----- | ----- | ---- | --- |
| CRZ | Crvena zvijezda Sračinec      |     |     |     |      |       |     |     |     |      |     |       |       |      |     |
| IVA | Ivančica Ivanec               |     |     |     |      |       |     |     |     |      |     |       |       |      |     |
| JED | Jedinstvo Začretje            |     |     |     |      |       |     |     |     |      |     |       |       |      |     |
| MLAB | Mladost (Biškupec – Varaždin) |     |     |     |      |       |     |     |     |      |     |       |       |      |     |
| MLAMB | Mladost Marija Bistrica       |     |     |     |      |       |     |     |     |      |     |       |       |      |     |
| ORO | Oroteks Oroslavje             |     |     |     |      |       |     |     |     |      |     |       |       |      |     |
| POD | Podravina Ludbreg             |     |     |     |      |       |     |     |     |      |     |       |       |      |     |
| SLO | Sloboda Varaždin              |     |     |     |      |       |     |     |     |      |     |       |       |      |     |
| TRNJ | Trnje Trnovec                 |     |     |     |      |       |     |     |     |      |     |       |       |      |     |
| UDA | Udarnik Kućan Gornji          |     |     |     |      |       |     |     |     |      |     |       |       |      |     |
| ZGAKN | Zagorac Kneginec              |     |     |     |      |       |     |     |     |      |     |       |       |      |     |
| ZGAKR | Zagorac Krapina               |     |     |     |      |       |     |     |     |      |     |       |       |      |     |
| ZGKB | Zagorka Bedekovčina           |     |     |     |      |       |     |     |     |      |     |       |       |      |     |
| VAR | Varteks II Varaždin           |     |     |     |      |       |     |     |     |      |     |       |       |      |     |
| |                               |     |     |     |      |       |     |     |     |      |     |       |       |      |     |
| podebljan rezultat - utakmice od 1. do 13. kola (1. utakmica između klubova) rezultat normalne debljine - utakmice od 14. do 26. kola (2. utakmica između klubova) rezultat nakošen - nije vidljiv redoslijed odigravanja međusobnih utakmica iz dostupnih izvora rezultat smanjen * - iz dostupnih izvora nije uočljiv domaćin susreta prekrižen rezultat - poništena ili brisana utakmica p - utakmica prekinuta 3:0 p.f. / 0:3 p.f. - rezultat 3:0 bez borbe |                               |     |     |     |      |       |     |     |     |      |     |       |       |      |     |

 Izvori: 

## Poveznice
- Zagrebačka zona 1966./67.